# Kernkraftwerk Maine Yankee
Das Kernkraftwerk Maine Yankee in Wiscasset im US-Bundesstaat Maine verfügte über einen Druckwasserreaktor. Der Eigentümer und Betreiber der Anlage war die Yankee Atomic Electric Corporation.

## Geschichte
Baubeginn war am 1. Oktober 1968, die erste Netzsynchronisation erfolgte am 8. November 1972. Am 28. Dezember 1972 wurde der kommerzielle Leistungsbetrieb aufgenommen. Die Abschaltung wurde am 1. August 1997 aus wirtschaftlichen Gründen vorgenommen.
Inzwischen ist die Anlage auf den Stand einer "grünen Wiese" zurückgebaut, d. h., dass alle Anlageteile demontiert wurden. Lediglich eine Fläche, auf welcher radioaktive Reste in geeigneten Behältnissen vorübergehend gelagert werden, ist noch vorhanden. Das Gelände soll auch nach bisherigen Plänen nicht wieder bebaut werden.

## Daten des Reaktorblock
Das Kernkraftwerk Maine Yankee hatte einen Block:
| Reaktorblock | Reaktortyp         | Netto- leistung | Brutto- leistung | Baubeginn  | Netzsyn- chronisation | Kommer- zieller Betrieb | Abschal- tung |
| ------------ | ------------------ | --------------- | ---------------- | ---------- | --------------------- | ----------------------- | ------------- |
| Maine Yankee | Druckwasserreaktor | 860 MW          | 900 MW           | 01.10.1968 | 08.11.1972            | 28.12.1972              | 01.08.1997    |